# Yavornitske
Yavornitske (en ucraniano: Яворницьке) es un pueblo ucraniano perteneciente al óblast de Dnipropetrovsk. Situado en el este del país, es parte del raión de Sinélnikove y centro del municipio (hromada) homónimo.

## Toponimia
El nombre del asentamiento en ruso es Yavoríntskoye (en ruso: Яворницкое). Hasta 2024, el nombre del asentamiento era Ilariónove (en ucraniano: Іларіонове; en ruso: Илларионово). 

## Geografía
Yavornitske se encuentra a medio camino entre Dnipró y Sinélnikove, 22 km al este de la primera y 28 km al oeste de la segunda. 

## Historia
El lugar fue fundado en 1875 como una estación de tren con el nombre de Ivánivka. En 1899, el pueblo pasó a llamarse Ilariónove en honor al nombre del entonces propietario, Illarión Vorontsov-Dashkov. Desde 1938 Ilarionowe tiene el estatus de asentamiento de tipo urbano. 
A principios de los años 1970, la base de la economía eran las empresas de mantenimiento del transporte ferroviario.
En 2023, Ilariónove perdió el estatus de asentamiento de tipo urbano debido a la eliminación de este estatus administrativo.Como parte de la campaña de desrusificación tras la invasión rusa de Ucrania, Ilariónove cambió su nombre a Yavornitske, aprobado en la Rada Suprema el 19 de septiembre de 2024.

## Demografía
La evolución de la población de Yavornitske entre 1959 y 2022 fue la siguiente:
| 7981                                                          | 8489 | 8668 | 8726 | 8459 | 8918 | 8992 | 8958 | 8610 |
| (Fuente: Cities & Towns of Ukraine y UKRAINE: Größere Städte) |      |      |      |      |      |      |      |      |

Según el censo de 2001, la lengua materna de la mayoría de los habitantes, el 87,71%, es el ucraniano; y del 11,07%, el ruso.

## Infraestructura

### Transporte
El asentamiento tiene acceso a la autopista M18 que conecta Járkov con Zaporiyia y Melitópol, también con Dnipró. La estación de tren de Ilariónove se encuentra en la línea ferroviaria que conecta Dnipró y Sinélnikove.